# Gaby Morlay
Gaby Morlay (nom de scène de Blanche Pauline Fumoleau) est une actrice française née le 8 juin 1893 à Angers et morte le 4 juillet 1964 à Nice.

## Biographie
Gaby Morlay commence très jeune une carrière d'actrice au théâtre et au cinéma. Dans les années 1910, elle joue dans les courts-métrages muets de Max Linder et devient célèbre avec ce dernier, comme co-vedette de sa série Max. Elle joue dans la série de films Gaby, par exemple dans Gaby en auto (1917), d'où elle tient son pseudonyme de Gaby Morlay. Elle se produit aussi dans les pièces de Sacha Guitry. Elle devient un symbole de la femme libre des années folles, notamment en étant, en 1919, l'une des premières femmes à obtenir son brevet de pilote de dirigeable,,,,,.
Consacrée par ses prestations dans les pièces d'Henry Bernstein, elle devient dès 1930 l'une des vedettes les plus populaires du cinéma parlant. Elle fait pleurer la France entière dans Le Voile bleu et fait rire les spectateurs de l'après-guerre dans Lorsque l'enfant paraît.

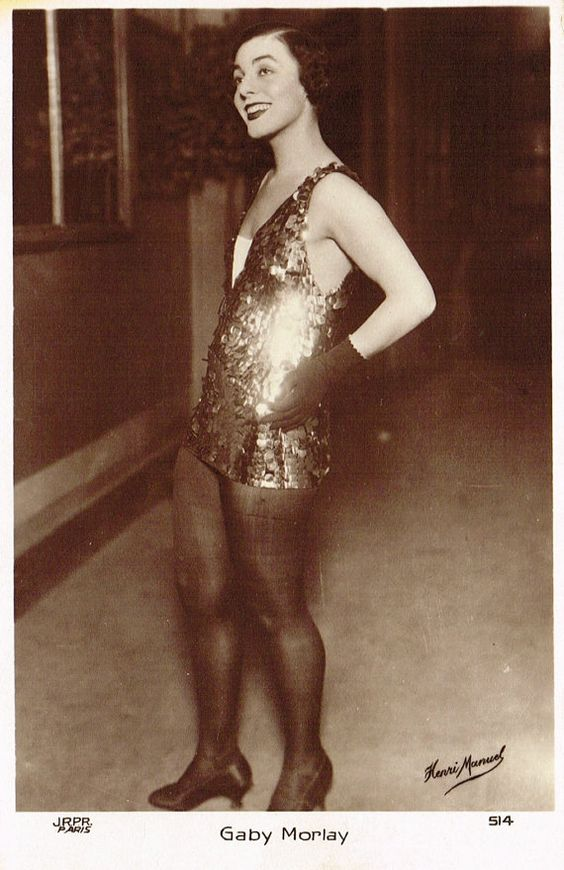
Gaby Morlay dans les années 1920, par Henri Manuel.

Sous l'Occupation, elle est la maîtresse de Max Bonnafous, secrétaire d'État à l'Agriculture du maréchal Pétain. Elle finit par l'épouser à la mort de sa femme, en 1961.

## Mort
Gaby Morlay meurt après trois ans de maladie le 4 juillet 1964, à l'âge de 71 ans, dans sa villa de la Grange-au-Bois, sur la colline de Fabron, à Nice. Ses obsèques sont célébrées en l'église Saint-Pierre-d'Arènes, à Nice. Elle est inhumée au cimetière de Saint-Antoine-de-Ginestière.

## Filmographie
- 1914 : Le 2 août 1914 de Max Linder
- 1914 : Max dans les airs de Max Linder
- 1914 : La Sandale rouge d'Henry Houry
- 1915 : Les Épaves de l'amour de René Le Somptier
- 1917 : Au paradis des enfants de Charles Burguet
- 1917 : Pour épouser Gaby de Charles Burguet : (Gaby)
- 1917 : Gaby en auto de Charles Burguet : (Gaby)
- 1917 : Prête moi ton habit de Georges Monca
- 1917 : Le Serment d'Anatole de Georges Monca
- 1919 : Un ours de Charles Burguet
- 1920 : Le Chevalier de Gaby de Charles Burguet : (Gaby)
- 1921 : L'Agonie des aigles de Dominique Bernard-Deschamps et Julien Duvivier : (Lise Charmois)
- 1923 : La Mendiante de Saint-Sulpice de Charles Burguet
- 1924 : Faubourg Montmartre de Charles Burguet : (Ginette Gentilhomme)
- 1924 : Souvent femme varie de Jean Legrand
- 1926 : Jim la Houlette, roi des voleurs de Roger Lion et Nicolas Rimsky : (Pauline Bretonneau)
- 1928 : Les Nouveaux Messieurs de Jacques Feyder
- 1930 : Accusée, levez-vous ! de Maurice Tourneur : (Gaby Delange)
- 1930 : Maison de danses de Maurice Tourneur : (Estrella)
- 1931 : Ariane, jeune fille russe de Paul Czinner : (Ariane)
- 1931 : La pura verdad de Florian Rey et Manuel Romero - moyen métrage -
- 1931 : Faubourg Montmartre de Raymond Bernard
- 1931 : Paris-Méditerranée de Joe May - Juste une participation -
- 1931 : Après l'amour de Léonce Perret : (Germaine)
- 1932 : Mélo de Paul Czinner : (Romaine)
- 1933 : Le Maître de forges d'Abel Gance : (Claire de Beaulieu)
- 1933 : Le Billet de mille de Marc Didier : (La désespérée)
- 1933 : Il était une fois de Léonce Perret : (Ellen et Mary)
- 1934 : Le Scandale de Marcel L'Herbier : (Charlotte Férioul)
- 1934 : Nous ne sommes plus des enfants d'Augusto Genina - Également coproductrice - (Roberte)
- 1934 : Jeanne de Georges Marret et Victor Tourjansky - Également coproductrice - (Madeleine Préolier)
- 1934 : Aux portes de Paris de Charles Barrois : (La Madone)
- 1934 : Le Bonheur de Marcel L'Herbier, (Clara Stuart)
- 1936 : Les Grands de Robert Bibal et Félix Gandéra : (Hélène Lormier)
- 1936 : Les Amants terribles de Marc Allégret : (Annette Fournier)
- 1936 : Le Roi de Pierre Colombier : (Marthe Bourdier, la femme de l'industriel)
- 1936 : Samson de Maurice Tourneur, (Anne-Marie d'Andeline)
- 1936 : La Peur ou Vertige d'un soir de Victor Tourjansky : (Irène Sylvain)
- 1937 : Nuits de feu de Marcel L'Herbier : (Lisa Andréieva)
- 1937 : Le Messager de Raymond Rouleau, (Marie)
- 1937 : Un déjeuner de soleil de Marcel Cohen : (Manon Watteau)
- 1937 : Quadrille de Sacha Guitry : (Paulette Nanteuil)
- 1937 : Hercule d'Alexander Esway et Carlo Rim, avec Fernandel : (Juliette Leclerc)
- 1937 : Les Nuits blanches de Saint-Pétersbourg (Kreutzer sonata) de Jean Dréville, (Hélène Voronine)
- 1938 : Le Roman d'un génie (Giuseppe Verdi) de Carmine Gallone : (Giuseffina Strepponi)
- 1939 : Entente cordiale de Marcel L'Herbier : (La reine Victoria)
- 1939 : Derrière la façade de Georges Lacombe et Yves Mirande, (Gaby)
- 1939 : Le Bois sacré de Léon Mathot et Robert Bibal : (Adrienne Champmorel)
- 1939 : La Mode rêvée de Marcel L'Herbier - court métrage -
- 1940 : Le Diamant noir de Jean Delannoy, (Mademoiselle Marthe Dubard)
- 1940 : Paris-New York d'Yves Mirande : (Gaby)
- 1940 : Elles étaient douze femmes de Georges Lacombe : (Mme Marion)
- 1941 : Le Destin fabuleux de Désirée Clary de Sacha Guitry : (Désirée Clary)
- 1942 : L'Arlésienne de Marc Allégret : (Rose Mamaï)
- 1942 : Les Ailes blanches de Robert Péguy : (Sœur Claire)
- 1942 : Mademoiselle Béatrice de Max de Vaucorbeil : (Mlle Béatrice)
- 1942 : Le Voile bleu de Jean Stelli, (Louise Jarraud)
- 1943 : Des jeunes filles dans la nuit de René Le Hénaff, (Madame de Saint-André)
- 1943 : Service de nuit de Jean Faurez : (Suzanne)
- 1943 : La Cavalcade des heures d'Yvan Noé : (La mère de Pierrot)
- 1944 : L'Enfant de l'amour de Jean Stelli : (Liane Orland)
- 1944 : Lunegarde de Marc Allégret : (Armance de Lunegarde)
- 1945 : Dernier Métro de Maurice de Canonge : (Mathilde Bourgeot)
- 1945 : Farandole d'André Zwobada, (L'actrice)
- 1945 : Son dernier rôle de Jean Gourguet, (Hermine Wood)
- 1946 : Un revenant de Christian-Jaque, (Geneviève Gonin)
- 1946 : Hyménée d'Émile Couzinet : (Agnès d'Aubarède)
- 1946 : Mensonges de Jean Stelli : (Marie Leroux)
- 1946 : Allô! j'écoute / Fantaisie sur le téléphone de René Lucot - court métrage -
- 1947 : Les Amants du pont Saint-Jean d'Henri Decoin : (Victorine Rousset, dite: "Maryse", la compagne clocharde d'Alcide)
- 1947 : Le Village perdu de Christian Stengel : (Angélique Barodet)
- 1948 : Gigi de Jacqueline Audry : (Tante Alicia)
- 1948 : Trois Garçons, une fille de Maurice Labro : (Hélène Dourville)
- 1949 : Millionnaires d'un jour d'André Hunebelle : (Hélène Berger)
- 1949 : Sans tambour ni trompette de Roger Blanc
- 1949 : Ève et le Serpent de Charles-Félix Tavano
- 1949 : Vedettes en liberté de Jacques Guillon - court métrage, elle-même -
- 1949 : Orage d'été de Jean Gehret : (Mme Arbelot)
- 1949 : Due sorelle amano de Jacopo Comin - Version italienne du film précédent -
- 1950 : Mammy de Jean Stelli : (Mme Pierre, dite : "Mammy")
- 1950 : Une fille à croquer de Raoul André : (Mme de Mergrand / Mathilde Chaperon)
- 1950 : Né de père inconnu de Maurice Cloche : (Mme Nogent)
- 1950 : Sa Majesté monsieur Dupont - (Prima comunione) d'Alessandro Blasetti : (Maria Carloni)
- 1951 : Anna d'Alberto Lattuada, (La mère supérieure)
- 1951 : Le Plaisir de Max Ophüls, (Denise, la femme d'Ambroise) (dans le sketch :Le Masque)
- 1951 : Foyer perdu de Jean Loubignac : (Aline Barbentin)
- 1952 : La Fille au fouet de Jean Dréville : (Lamberta)
- 1952 : Das Geheimnis vom Bergsee de Jean Dréville - Version allemande du film précédent -
- 1953 : Si Versailles m'était conté... de Sacha Guitry, (La comtesse de la Motte)
- 1953 : L'Amour d'une femme de Jean Grémillon, (Germaine Leblanc)
- 1953 : Les Amoureux de Marianne de Jean Stelli : (Mme Duboutoir)
- 1954 : Napoléon de Sacha Guitry - scènes coupées au montage -
- 1954 : Papa, Maman, la Bonne et moi de Jean-Paul Le Chanois, (Gabrielle Langlois, la mère)
- 1954 : Fantaisie d'un jour de Pierre Cardinal  : (Marcelle Bénard)
- 1955 : L'Impossible Monsieur Pipelet d'André Hunebelle : (Germaine Martin, dite : "Mémaine")
- 1955 : Papa, maman, ma femme et moi de Jean-Paul Le Chanois, (Gabrielle Langlois, la mère)
- 1955 : Les Chiffonniers d'Emmaüs de Robert Darène, (Lucie Coutaz)
- 1956 : Mitsou de Jacqueline Audry, (Madame Clairault)
- 1956 : Lorsque l'enfant paraît de Michel Boisrond : (Olympe Fouquet)
- 1956 : Crime et châtiment de Georges Lampin : (Mme Brunel)
- 1956 : Les Lumières du soir de Robert Vernay : (Rose Hessler)
- 1956 : Quai des illusions d'Émile Couzinet : (Mme Vincent)
- 1957 : Les Collégiennes d'André Hunebelle, (Mme Ancelin)
- 1958 : Le Tombeur de René Delacroix : (Agathe de Chamillac)
- 1958 : Sacrée Jeunesse d'André Berthomieu : (Zabeth Longué)
- 1958 : Mon coquin de père de Georges Lacombe : (Roberte)
- 1959 : Ramuntcho de Pierre Schoendoerffer, (Dolorès)
- 1960 : Fortunat d'Alex Joffé, (Mademoiselle Emilienne Massillon, l'institutrice)
- 1963 : La Bande à Bobo de Tony Saytor : (La comtesse del Mariano)
- 1964 : Monsieur de Jean-Paul Le Chanois, (Madame Bernadac, mère)

## Théâtre
- 1917 : Un soir quand on est seul de Sacha Guitry, Théâtre des Bouffes-Parisiens
- 1917 : La Petite Bonne d'Abraham d'André Mouëzy-Éon et Félix Gandéra, Théâtre Édouard VII
- 1918 : Le Traité d'Auteuil de Louis Verneuil, Théâtre Antoine
- 1920 : Mademoiselle ma mère de Louis Verneuil, Théâtre Fémina
- 1922 : Simone est comme ça d'Yves Mirande et Alexis Madis, Théâtre des Capucines
- 1922 : Pourquoi m'as-tu fait ça ? d'Yves Mirande et Alexis Madis, Gustave Quinson, Théâtre des Capucines
- 1923 : Mademoiselle ma Mère, comédie de Louis Verneuil au Théâtre des Nouveautés[10].
- 1923 : Le Fauteuil 47 de Louis Verneuil, Théâtre Antoine
- 1924 : Après l'amour de Pierre Wolff et Henri Duvernois, Théâtre du Vaudeville
- 1924 : Le Geste de Maurice Donnay et Henri Duvernois, Théâtre de la Renaissance
- 1926 : Les Nouveaux Messieurs de Robert de Flers et Francis de Croisset, Théâtre de l'Athénée
- 1932 : Il était une fois... de Francis de Croisset, mise en scène Harry Baur, Théâtre des Ambassadeurs
- 1933 : La Femme en blanc de Marcel Achard, Théâtre Michel
- 1933 : Le Messager d'Henry Bernstein, Théâtre du Gymnase
- 1935 : Rouge d'Henri Duvernois, Théâtre Saint-Georges
- 1937 : Victoria Regina de Laurence Housman, mise en scène André Brulé, Théâtre de la Madeleine
- 1937 : Quadrille de Sacha Guitry, Théâtre de la Madeleine
- 1938 : Victoria Regina de Laurence Housman, mise en scène André Brulé, Théâtre des Célestins
- 1939 : La Maison Monestier de Denys Amiel, Théâtre Saint-Georges
- 1939 : Fascicule noir de Louis Verneuil, Théâtre des Célestins, Théâtre des Bouffes-Parisiens
- 1942 : Les Inséparables de Germaine Lefrancq, mise en scène Jacques Baumer, Théâtre de Paris
- 1946 : Valérie d'Eddy Ghilain, mise en scène Jean Wall, Théâtre de Paris
- 1947 : La Femme de ta jeunesse de Jacques Deval, mise en scène de l'auteur, Théâtre Antoine
- 1948 : Valérie d'Eddy Ghilain, mise en scène Jean Wall, Théâtre des Célestins
- 1948 : Celle qu'on prend dans ses bras d'Henry de Montherlant, mise en scène Claude Sainval, Théâtre de la Madeleine
- 1949 : Quadrille de Sacha Guitry, Théâtre des Célestins
- 1950 : Celle qu'on prend dans ses bras d'Henry de Montherlant, mise en scène Claude Sainval, Théâtre de la Madeleine
- 1951 : Celle qu'on prend dans ses bras d'Henry de Montherlant, mise en scène Claude Sainval et L'Accident d'Henri Duvernois, mise en scène de l'auteur, Théâtre des Célestins
- 1951 : Lorsque l'enfant paraît d’André Roussin, mise en scène Louis Ducreux, Théâtre de l’île de France, Théâtre des Nouveautés
- 1956 : Lorsque l'enfant paraît d’André Roussin, mise en scène Louis Ducreux, Théâtre des Célestins
- 1959 : Long voyage vers la nuit d'Eugene O'Neill, mise en scène Marcelle Tassencourt, Théâtre Hébertot
- 1960 : Long voyage vers la nuit d'Eugene O'Neill, mise en scène Marcelle Tassencourt, Théâtre Marigny
- 1960 : Gigi de Colette, mise en scène Robert Manuel, Théâtre Antoine
- 1960 : Les Joies de la famille de Philippe Hériat, mise en scène Claude Sainval, Comédie des Champs-Élysées, Théâtre de l'Ambigu
- 1961 : Les Joies de la famille de Philippe Hériat, mise en scène Claude Sainval, Théâtre des Célestins
- 1963 : Le Paria de Graham Greene, mise en scène Jean Mercure, Théâtre Saint-Georges
- 1964 : Lorsque l'enfant paraît d’André Roussin, mise en scène Jacques Mauclair, Théâtre des Nouveautés